# 波默罗伊 (俄亥俄州)
波默罗伊（Pomeroy）是美国俄亥俄州梅格斯县俄亥俄河沿岸的一个村，是梅格斯县的县城。 2010年人口普查时人口为1852人。

## 历史
波默罗伊建立于1804年，以地主Samuel Pomeroy命名。 该村于1840年成立，1841年指定为县城。
在19世纪末期，波默罗伊是煤和盐的重要生产地。 俄亥俄河上的第一批煤筏装载在那里。
俄亥俄州波默罗伊麦当劳的场所是世界上仍然出售比萨饼的两家麦当劳之一。 麦当劳在90年代末期在商店里放弃了卖比萨饼。